# Cerkiew Świętych Atanazego i Cyryla w Moskwie
Cerkiew Świętych Atanazego i Cyryla – prawosławna cerkiew w Moskwie, w dekanacie centralnym eparchii moskiewskiej miejskiej Rosyjskiego Kościoła Prawosławnego.

## Historia

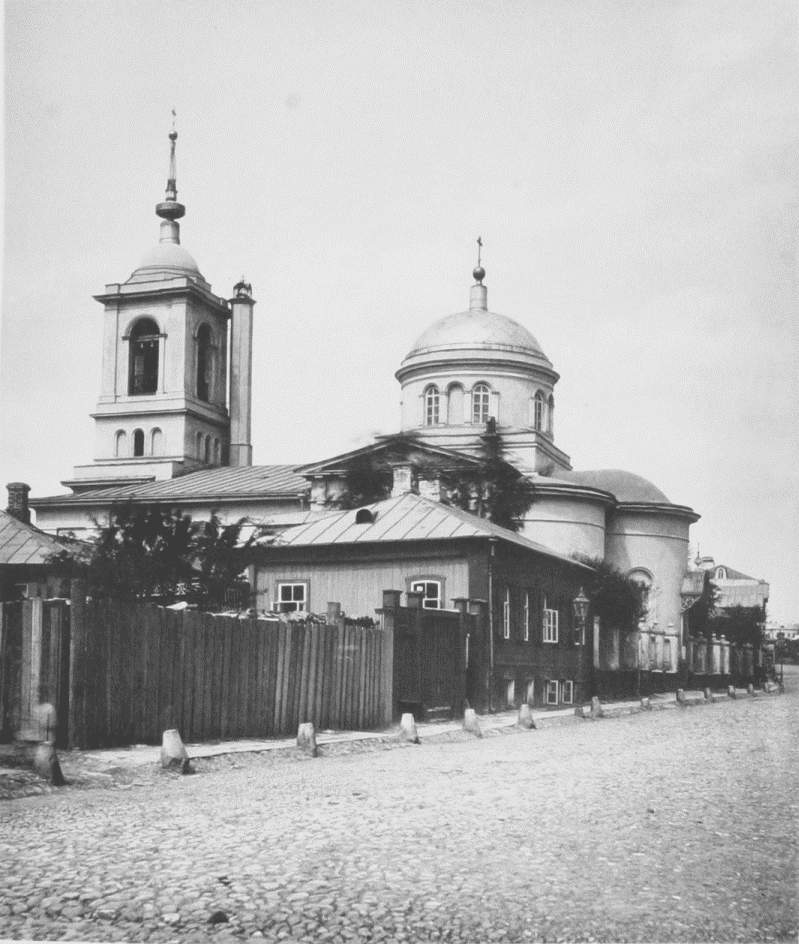
Wygląd świątyni w 1882

Pierwsza drewniana cerkiew na miejscu współcześnie istniejącej świątyni powstała na początku XVI w. Kolejny, murowany obiekt sakralny wzniesiono w jego zastępstwie przed 1722. W czasie wojny francusko-rosyjskiej w 1812 w cerkwi dla kultu wystawiona była czasowo Smoleńska Ikona Matki Bożej, ewakuowana ze stałego miejsca przechowywania w soborze katedralnym w Smoleńsku. W czasie pożaru Moskwy cerkiew została zniszczona, a jej wyposażenie rozkradzione. Budowlę częściowo zrekonstruowano w 1816, gdy oddano do użytku ołtarz Świętych Atanazego i Cyryla, zaś w 1817 – ołtarz Obrazu Chrystusa Nie Ludzką Ręką Uczynionego i boczny ołtarz św. Mikołaja. W 1836 budowla była przebudowywana, zaś w 1856 miała miejsce jej powtórna konsekracja.
Cerkiew pozostawała czynna do 1932, kiedy została przez władze radzieckie zamknięta. Początkowo planowana była jej rozbiórka, ostatecznie zniszczona została jedynie dzwonnica, a pozostałą część budynku zaadaptowano na różne pracownie i magazyn. W latach 70. XX wieku obiekt poddano częściowej renowacji i przeznaczono na salę koncertową. Rosyjski Kościół Prawosławny odzyskał budynek w 1992, w tym samym roku obiekt ponownie zaczął pełnić pierwotne funkcje.